# Islândia nos Jogos Olímpicos de Verão de 2024
Islândia participou dos Jogos Olímpicos de Verão de 2024, realizados em Paris, na França. Foi a 23.ª aparição do país nos Jogos Olímpicos de Verão desde a estreia em Londres 1908.
Foi representado por cinco atletas que competiram em quatro esportes, mas nenhum conquistou medalhas.

## Competidores
Esta foi a participação por modalidade nesta edição:
| Esporte   | Masculino | Feminino | Total |
| --------- | --------- | -------- | ----- |
| Atletismo | 0         | 1        | 1     |
| Natação   | 1         | 1        | 2     |
| Tiro      | 1         | 0        | 1     |
| Triatlo   | 0         | 1        | 1     |
| Total     | 2         | 3        | 5     |

## Desempenho

### Atletismo
Feminino
Eventos de campo
| Atleta                   | Evento            | Qualificação | Qualificação | Final       | Final       | Ref.  |
| Atleta                   | Evento            | Marca        | Pos.         | Marca       | Pos.        | Ref.  |
| ------------------------ | ----------------- | ------------ | ------------ | ----------- | ----------- | ----- |
| Erna Sóley Gunnarsdóttir | Arremesso de peso | 17.39        | 20           | Não avançou | Não avançou | [ 5 ] |

### Natação
Masculino
| Atleta      | Evento      | Eliminatórias | Eliminatórias | Semifinal   | Semifinal   | Final       | Final       | Ref.        |
| Atleta      | Evento      | Tempo         | Pos.          | Tempo       | Pos.        | Tempo       | Pos.        | Ref.        |
| ----------- | ----------- | ------------- | ------------- | ----------- | ----------- | ----------- | ----------- | ----------- |
| Anton McKee | 100 m peito | 1:00.62       | 25            | Não avançou | Não avançou | Não avançou | Não avançou | [ 6 ]       |
| Anton McKee | 200 m peito | 2:10.36       | 9 Q           | 2:10.42     | 15          | Não avançou | Não avançou | [ 7 ] [ 8 ] |

Feminino
| Atleta                   | Evento      | Eliminatórias | Eliminatórias | Semifinal   | Semifinal   | Final       | Final       | Ref.  |
| Atleta                   | Evento      | Tempo         | Pos.          | Tempo       | Pos.        | Tempo       | Pos.        | Ref.  |
| ------------------------ | ----------- | ------------- | ------------- | ----------- | ----------- | ----------- | ----------- | ----- |
| Snæfríður Jórunnardóttir | 100 m livre | 54.85         | 19            | Não avançou | Não avançou | Não avançou | Não avançou | [ 9 ] |
| Snæfríður Jórunnardóttir | 200 m livre | 1:58.32       | 15 Q          | 1:58.78     | 15          | Não avançou | Não avançou | [ 9 ] |

### Tiro
Masculino
| Atleta           | Evento | Qualificação | Qualificação | Final       | Final       | Ref.   |
| Atleta           | Evento | Marca        | Pos.         | Marca       | Pos.        | Ref.   |
| ---------------- | ------ | ------------ | ------------ | ----------- | ----------- | ------ |
| Hákon Svavarsson | Skeet  | 116          | 23           | Não avançou | Não avançou | [ 10 ] |

### Triatlo
Feminino
| Atleta            | Evento     | Tempo            | Tempo   | Tempo            | Tempo   | Tempo           | Tempo   | Pos. | Ref.   |
| Atleta            | Evento     | Natação (1,5 km) | Trans 1 | Ciclismo (40 km) | Trans 2 | Corrida (10 km) | Total   | Pos. | Ref.   |
| ----------------- | ---------- | ---------------- | ------- | ---------------- | ------- | --------------- | ------- | ---- | ------ |
| Edda Hannesdóttir | Individual | 24:49            | 0:59    | 1:03:25          | 0:38    | 40:55           | 2:10:46 | 51   | [ 11 ] |